# إيسوم
لي سو يونغ (مواليد 30 يناير 1990) وتعرف باسم إيسوم هي ممثلة وعارضة كورية جنوبية. شاركت في بطولة عدة مسلسلات وأفلام منها السحر الثالث (2018)، سائق تاكسي (2020)، والفارس الأسود (2023).

## أعمالها

### مسلسلات تلفزيونية
| عتم  | عنوان                   | الدور        | ملاحظة              | Ref.        |
| ---- | ----------------------- | ------------ | ------------------- | ----------- |
| 2011 | عيد الميلاد الأبيض      | يون اون سونغ |                     | [ 4 ] [ 5 ] |
| 2012 | الشبح                   | شين هيو سونغ | ظهور خاص (الحلقة 1) | [ 6 ]       |
| 2017 | لأن هذه هي حياتي الأولى | وو سو جي     |                     | [ 7 ]       |
| 2018 | السحر الثالث            | لي يونغ جاي  |                     | [ 8 ]       |
| 2019 | أنقذني 2                | كيم يونغ سون |                     | [ 9 ]       |
| 2021 | سائق سيارة أجرة         | كانغ ها نا   | الموسم الأول        | [ 10 ]      |

### مسلسلات ويب
| عام  | عنوان               | دور            | Ref.   |
| ---- | ------------------- | -------------- | ------ |
| 2023 | الفارس الأسود       | الرائدة سول آه | [ 11 ] |
| 2024 | منذ وقت طويل لا جنس | وو-جين         | [ 12 ] |

## روابط خارجية
- إيسوم على موقع IMDb (الإنجليزية)
- إيسوم على موقع ألو سيني (الفرنسية)
- إيسوم على موقع أول موفي (الإنجليزية)
- إيسوم على موقع قاعدة بيانات الفيلم (الإنجليزية)
- إيسوم على موقع كينوبويسك (الروسية)